# 阿博赫尔
阿博赫尔（Abohar），是印度旁遮普邦Firozpur县的一个城镇。总人口124303（2001年）。

## 人口
该地2001年总人口124303人，其中男性66434人，女性57869人；0—6岁人口16589人，其中男9201人，女7388人；识字率64.79%，其中男性为70.55%，女性为58.18%。